# Parožnatky
Parožnatky (Charophyceae Rabenhorst, 1863) jsou nejsložitější zelené řasy a patrně nejbližší příbuzní vyšších zelených rostlin. Jejich předky nacházíme v sedimentech 350 milionů let starých.

## Popis
Parožnatky mají až 1 metr dlouhé pletivné stélky, se zřetelně rozlišitelnými dlouhými článkovanými buňkami a krátkými buňkami uzlin, ze kterých přeslenovitě vyrůstají boční větve. K podkladu jsou přichyceny pomocí rhizoidů. Celá rostlina připomíná přesličky.
Buněčná stěna parožnatek je často inkrustována uhličitanem vápenatým. V chloroplastech obsahují fotosyntetická barviva a, b a betakaroten. Primárním produktem fotosyntézy je škrob (někdy i oleje). Mitóza je otevřená.

## Rozmnožování

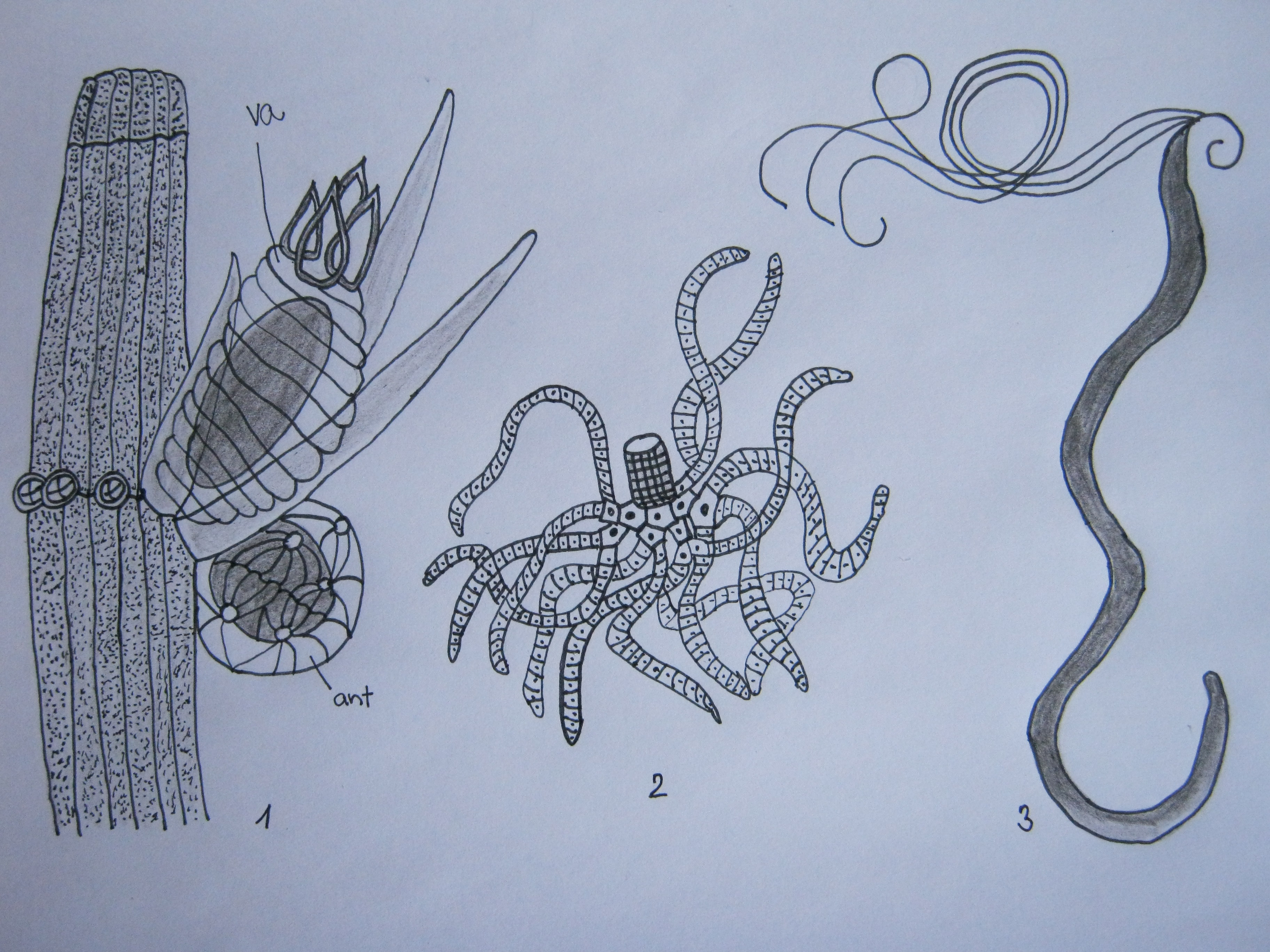
Parožnatky, pohlavní rozmnožování: (1) část stélky s oogoniem (va) a anteridiem (ant), (2) část anteridia se spermatogenními vlákny, (3) spermatozoid

Nepohlavní rozmnožování probíhá fragmentací stélky, odnožováním a tvorbou rozmnožovacích tělísek, která jsou mezi rhizoidy. Netvoří se zoospory.
Pohlavní rozmnožování se děje oogamií. Gametangia se vyvíjejí v místech větvení postranních větévek, jednotlivé druhy jsou jednodomé nebo dvoudomé.
V kulovitých oranžově zbarvených antheridiích, se tvoří asymetrické, dvoubičíkaté spermatozoidy. V oogoniu vzniká oosféra se svým obalem, zvaným sporostegium s temenní korunkou z 5 nebo 10 buněk. Po celém oogoniu jsou šroubovitě uspořádaná sterilní vlákna. Po oplození vzniká z vaječné buňky zygota s pevnou stěnou, na její stavbě se podílejí i šroubovitě uspořádaná jalová vlákna. Zygota srůstem se sporosteigem dává vznik sporokarpu (tmavočervený). Z něj pak po období klidu vyrůstá tzv. prochara, mladá rostlinka podobná prvoklíčku mechorostů. Prochara má dvě vlákna, jedno z nich je pozitivně geotropické a následně se rozrůstá v rhizoidy. Druhé vlákno je vzpřímené, fototropické, a později jeho vrcholová buňka oddělí první přeslen bočních větví.

## Výskyt
Parožnatky rostou ve sladkých, čistých, mělkých, stojatých i mírně tekoucích vodách na písčitých nebo bahnitých dnech, na kterých vytvářejí rozsáhlé porosty. V moři zcela chybí, rostou ale v brakických vodách a slaných vnitrozemských vodách. Jsou citlivé na zvýšenou koncentraci minerálních hnojiv a díky splachům z polí mizí rychle z přírody.
Uchovávají se v sedimentech a jejich zvápenatělé stélky se podílely na vzniku minerálu travertinu.

## Systém
Charophyceae sensu stricto jsou blízce příbuzné poměrně jednoduchým kokálním řasám z třídy Klebsormidiophyceae, s nimiž mají shodný průběh mitózy a morfologii spermatozoidů. V některých systémech se proto tyto řasy řadí rovněž mezi parožnatky, a to na úroveň řádů. Charophyceae s. s. se tak stává řádem Charales.